# Lizac
Lizac es una comuna francesa situada en el departamento de Tarn y Garona, en la región de Occitania.

## Demografía
| 472 | 455 | 418 | 445 | 452 | 414 | 529 |
| Para los censos de 1962 a 1999 la población legal corresponde a la población sin duplicidades (Fuente: INSEE [Consultar]) |     |     |     |     |     |     |